# Ханкала
Ханкала (від чеч. Хан-ГӀала — «сторожова вежа») — внутрішньоміське селище у складі Байсангурівського району міста Грозний у Чеченській Республіці Російської Федерації.
До 2008 року селище Ханкала входило до складу Грозненського району.

## Географія
Селище розташоване біля каналу Хазкінтотол, біля підніжжя Грозненського хребта, у східній частині міста Грозний.
Найближчі населені пункти: на півночі — селище Стара Сунжа, північному сході — села Беркат-Юрт і Центора-Юрт, на сході — селище Примикання, на південному сході — село Бердикель, на півдні — селище Пригородне і на заході — центр Грозного.

## Історія
У радянські часи поблизу селища розташовувався аеродром, що належав Міністерству оборони СРСР. Спочатку там розташовувався полк літаків-перехоплювачів МіГ-17 та МіГ-19. У цьому полку розпочинав службу льотчик-космонавт Володимир Комаров, який загинув під час приземлення «Союзу-1». Пізніше аеродром було передано Ставропольському вищому військовому авіаційному училищу льотчиків та штурманів ППО як навчальний. На аеродромі дислокувався полк літаків L-29 .
У 1991—1995 роках авіабаза Ханкала контролювалася Збройними силами Чеченської Республіки Ічкерія. Восени 1991 року там було заблоковано солдатів та офіцерів російської армії, що мали на меті заарештувати тодішнього керівника Ічкерії — Джохара Дудаєва.
У 2000 році в Ханкалі була відкрита база російських військ: Об'єднаний штаб угруповання Північно-Кавказького військового округу, госпіталь, військова прокуратура, і надалі військовий слідчий відділ, органи ФСБ, Військовий суд.
2001 року, у день Великодня, освячено першу православну каплицю на території бази в Ханкалі, військовими будівельниками з Ульяновська. Каплицю освятив благочинний православних парафій Чеченської Республіки від Бакинсько-Прикаспійської єпархії Московського Патріархату отець Назарій.
7 вересня 2001 року в Ханкалі був збитий вертоліт Мі-8, з комісією Генерального штабу на борту. Загинуло двоє генералів і вісім офіцерів.
19 серпня 2002 року о 16:55, при посадці в районі військової бази Ханкала ракетою з ПЗРК «Ігла» було збито військово-транспортний вертоліт Мі-26, на борту якого перебували 154 особи, що летіли з Моздока, з них 127 загинули. Ракета вразила один із двигунів, після чого сталася аварія.
До 12 листопада 2008 року селище входило до складу Грозненського сільського району, після чого населений пункт було скасовано і включено до складу міста Грозний.